# The Flintstone Kids
The Flintstones Kids è una serie televisiva animata prodotta da Hanna-Barbera e distribuita dalla Warner Bros. Television, basata ai personaggi della serie principale I Flintstones. Racconta, in 75 segmenti divisi in 4 sezioni, le avventure di Fred, Barney, Wilma, Betty e Dino da piccoli. In Italia, la serie animata è stata trasmessa in chiaro su Rai 2 dal 1988 e a partire dal 2003 su Boomerang.

## Personaggi e doppiatori
- Fred Flintstone - Marco Bolognesi (prima voce), Davide Lepore (seconda voce)
- Wilma Slaghoople - Monica Ward
- Barney Rubble - Massimo Corizza
- Betty Jean - Elisabetta Spinelli
- Rocky Ratrock - Fabrizio Mazzotta
- Dino
- Philo Quartz
- Nate Slate
- Capitan Cavernicolo - Massimo Milazzo
- Capitan Cavernicolo Jr. - Edoardo Nevola

## Episodi della prima stagione (1986-87)
- 1.Il grande Freddini
- 2.Eroi per gioco
- 3.Baseball, che passione!
- 4.La scomparsa di Dusty
- 5.Povera ragazzina ricca!
- 6.Il concerto rock che ha fatto divertire Freddy
- 7.La maledizione del Diamante Gemma di Pietra
- 8.Guarisci presto, Barney Rubble!/Torna a casa, Dino!
- 9.Trappola per fuggitivi
- 10.Freddy re del karate
- 11.L'esperienza movimentata di Barney
- 12.Il mini-visitatore
- 13.Nonno per legge
- 14.La prima cotta di Freddy

## Episodi della seconda stagione (1987-88)
- 1.Lo stomaco degli mini-antenati
- 2.La comparsa di Shades
- 3.Posso farcela, Betty!
- 4.Il campeggio degli orrori
- 5.Il mini-uovo
- 6.La catastrofe del taglio di capelli
- 7.Il giorno fortunato di Freddy
- 8.Grossi guai per Barney
- 9.Il Philo buono e il Philo cattivo
- 10.La strada rocciosa di Rocky

## Episodi dei Flintstone Funnies (1986-87)
- 1.Follie a Bedrock
- 2.Principessa Velma
- 3.Le origini di Frankenstone
- 4.I Rubbles contro la causa
- 5.Indiana Flinstones
- 6.Maledetta punizione cattiva e ingiusta!
- 7.Un controspionaggio tutto zuccherato
- 8.Il mostro dai pezzi di catrame
- 9.La grande rottura di Betty
- 10.La pietra di cristallo d'arcobaleno
- 11.L'invenzione di Philo

## Episodi della prima stagione de I problemi di Dino (1986-87)
- 1.La guerra delle pietre miliari
- 2.Dino e il sogno economico dell'autolavaggio
- 3.Vestirsi da Dino
- 4.Il cane meccanico di Fred
- 5.Alla faccia del Mezzano preistorico
- 6.Un veterinario per Dino
- 7.La dieta di Dino
- 8.Il prezzo della libertà
- 9.Il terrore dentro Dino
- 10.La vendetta degli intimoriti
- 11.La catastrofe della fetta di cioccolato
- 12.Il blues dei cani osservatori
- 13.Arriva Capitan Cucciolo di Cavernicolo

## Episodi della seconda stagione de I problemi di Dino (1987-88)
- 1.Il gattino dai denti a sciabola
- 2.Tutta colpa di Dino
- 3.Buon viaggio, Dino
- 4.Dino e la guerra mondiale contro le pulci
- 5.Litigio a mezzanotte fra Dino contro tutti
- 6.Lo strascicamento di compleanno

## Episodi della prima stagione di Capitan Caverna e Figlio (1986-87)
- 1.Capitan Cavernicolo e Cavey Jr. battono il Dottor Incubo di Ghiaccio
- 2.L'invasione delle madri aliene
- 3.Una trappola per Mr. Idem
- 4.Il seme dell'adolescenza
- 5.Uomo-rifiuti, io ti dichiaro colpevole!
- 6.Salviamo Bedrock
- 7.Bambini o non bambini, questo è un problema
- 8.Il giorno dei cattivi sfortunati
- 9.Oggi siamo eroi, domani chissà
- 10.La maledizione del passo-indietro
- 11.La prima avventura di Capitan Cavernicolo
- 12.La famiglia Cavernicoli batte Mister Cattivo
- 13.Piggy McGrabit è stato derubato

## Episodi della seconda stagione di Capitan Caverna e Figlio (1987-88)
- 1.Il nemico-rivale di Capitan Cavernicolo
- 2.Il lucertolone più alto di 50 metri
- 3.La sconfitta di Yuckster
- 4.La formula anti-gravitazionale di Capitan Cavernicolo
- 5.Cavey Jr. incastra Butch
- 6.La vittoria di Capitan Cavedog